# Gusau
Gusau est la capitale de l'État de Zamfara, au Nigeria. C'est un émirat, dirigé par S.A.R. Alh Ibrahim Bello

## Démographie
Sa population est estimée à 147 404.
La ville est peuplée majoritairement de Haoussas mais on y trouve aussi des Peuls, des Yoruba et des Igbos.

## Natifs
- Toni Iwobi, premier sénateur italien noir[2],[3],[4].